# قائمة مؤلفات أحمد بن زين الدين الأحسائي

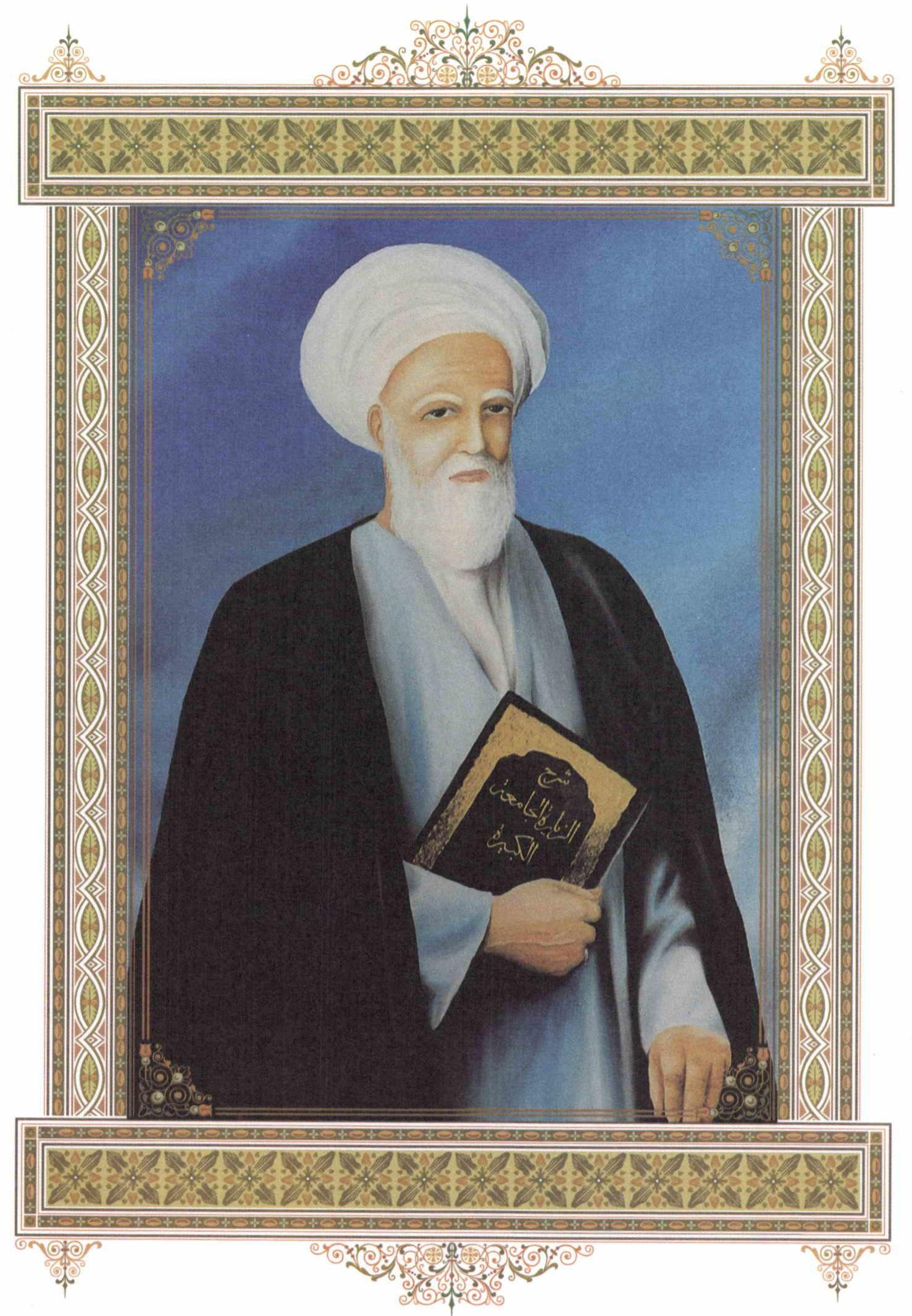
لوحة فنية تظهر فيه الأحسائي وهو يحمل إحدى أشهر أعماله، شرح الزيارة الجامعة الكبيرة.

عرف واشتهر أحمد بن زين الدين الأحسائي بكثرة مؤلفاته، وكتاباته تمتاز بالتنوع والموسوعية. لقد كتب في الأدب بفروعه من نحو وصرف وبلاغة وعروض، كما كتب في المنطق وفي الرياضيات من حساب وهندسة وهيئة وفلك، وفي الفقه والأصول والتفسير والحديث، والأخلاق والتاريخ، والحكمة الإلهية والفلسفة، والكلام والعقائد، والموسيقى والطب، والعلوم الغريبة كالرمل والجفر وغيرها، منها المطول والمختصر، ومنها المتن والشرح والسؤال وجواب. اختلف الباحثون في عدد مؤلفاته، بسبب الضياع والتلف. وصف محمد رمضان أسماء مؤلفاته في أرجوزته المسماة إشراقة شمس. قام رياض طاهر بفهرسة تصانيفه وقد بلغت 104 مؤلفًا بالعربية والفارسية. له أيضًا ديوان شعر.

## القائمة
قائمة مؤلفاته حسب ما ذکره أحمد عبد الهادي في أعلام مدرسة الشيخ الأوحد في القرن الثالث عشر الهجري:
- الإجازات: ذكره محمد باقر البهاري الهمداني، إنه عنده وهو يقرب من عشرة آلاف بيت.
- الإجازة الشاملة للمُجاز ولغيره من علماء الحجاز: كتبها لعبد الجليل بردة وعلماء آخرين، ونسخة الإجازة موجودة في المكتبة المركزية لجامعة طهران.
- إجازة للشيخ أسد الله الكاظمي، طبعت عام 1390 هـ، بشرح وتعليق حسين علي محفوظ.
- إجازة للشيخ الملا عبد الخالق اليزدي: كتبها له في 1238 هـ بكربلاء، وهي مخطوطة في المكتبة المركزية لجامعة طهران.
- إجازة للسيد محمد بن السيد رحيم الحسيني: مخطوطة في مكتبة مسجد أعظم قم.
- إجازة إلى محمد إبراهيم بن حسن: مخطوطة في مكتبة الإمام الرضا.
- إجازة للشيخ محمد حسن النجفي صاحب الجواهر: مخطوط، نسخة منها في المكتبة المركزية لجامعة طهران بخط الناسخ محمد تقي اليزدي.
- إجازاته إلى ولده محمد تقي وإلى حسن كوهر وإلى علي البرغاني.
- الإجتهاد والتقليد، رسالة مختصرة في الإجتهادات الظنطة وعدد من المسائل الفقهية، طبعت ضمن المجلد الأول من جوامع الكلم.
- أجوبة مسائل السيد إسماعيل: طبعت ضمن المجلد الثاني من جوامع الكلم.
- أجوبة مسائل السيد أبي الحسن الجيلاني، تضمنت الإجابة على خمس مسائل في الحكمة، فرغ منها في أول صفر 1224 هـ، مطبوع ضمن جوامع الكلم.
- أجوبة السيد عبد الصمد والشيخ محمد البلادي.
- أجوبة مسائل السيد أبي القاسم اللاهيجاني، أجاب فيها على ثلاثة أسئلة في الحكمة، فرغ منها في ثالث جمادى الثاني 1230 هـ، وطبعت ضمن المجلد الثاني من جوامع الكلم.
- أجوبة بعض السادة تحتوي على ثماني مسائل، منها تفسير آية ﴿ إنّا لله وإنّا إليهِ رَاجعُونۦۚ﴾ [الفاتحة:156] وتفسير آية ﴿ أَلَا إِلَى اللَّهِ تَصِيرُ الْأُمُورُۦۚ﴾ [الشورى:53] وشرح حديث «ما رأيت شيئًا إلا ورأيت الله قبله»، طبع ضمن مجموعة الرسائل الحكمية.
- أجوبة بعض العلماء: أجاب فيها على أربع مسائل.
- أجوبات مسائل الشيخ أحمد بن الشيخ صالح بن طوق القطيفي:
  - هي إحدى وسبعون مسألة، وذكر الشيخ الفضلي بأن الرسالة تحتوي على ثلاث وسبعين مسألة في التفسير والفسلفة وعلم الفلك والعقائد، وبعض الأحاديث المشكلة، ومسائل أخرى. طبع ضمن المجلد الأول من جوامع الكلم.
  - إنفرد بذكر هذه الشيخ الفضلي وقال إنها تشمل على أكثر من ستين مسألة مختلفة المواضيع.
  - تحتوى على ست عشرة مسألة.
  - تضمنت الإجابة على خمسة عشر سؤالًا.
  - تحتوى على أربع عشرة مسألة.
  - تتضمن إحدى عشرة مسألة أكثرها فقهية.
  - مشتملة على عشر مسائل.
  - وأجوبة مخطوطة، فرغ منه في كاشان 24 رجب 1223 هـ.
- أجوبة مسائل الميرزا جعفر النواب: مشتملة على ثماني مسائل، فرغ منه في مدينة يزد في 7 شوال 1222 هـ وطبع ضمن المجلد الأول.
- أجوبة مسائل ملا حسين البافقي: تحتوي على ثلاث وعشرين مسألة في شرح بعض الأحاديث المشكلة وفنون شتى .
- أجوبة السيد حسين بن السيد عبد القاهر بن حسين البحراني: حول كلام الملا محسن الفيض الكاشاني في معنى الفناء في الله، ومنعى التوجّه التام الذي هو شرط في الفناء، والموضوعات المتعلّقة بهذا المطلب، فرغ منه في شهر رمضان 1211 هـ، وطبع ضمن المجلد الأول من جوامع الكلم.
- أجوبة الشيخ على بن عبد الله بن فارس: عن مراتب الوجود معنى الحروف الهجائية ومسائل أخرى، مخطوط.
- أجوبة مسائل الشيخ رمضان بن إبراهيم: تحتوي على أجوبة خمس مسائل في الحكمة، منها بيان الإشكالات فيما قاله الشخ في كتاب الفوائد. فرغ منها في 27 جمادى الأولى عام 1235 هـ
- أجوبة مسائل الملا رشيد: مشتملة على ثلاث مسائل، فرغ منه في 19 شعبان 1225 هـ.
- أجوبة مسائل الشيخ صالح بن سالم بن طوق القطيفي: سماها صاحب الذريعة، متضمنة ثماني عشرة مسألة، أكثرها فقهية.
- أجوبة مسائل الشيخ عبد الله بن محمد بن أحمد بن غدير: وتسمى الرسالة الغديرية.
- أجوبة مسائل المولى علي بن ميرزا خان الرشتي، وتعرف بـالرسالة الرشتية: مشتملة على ثلاث وثلاثين مسألة، فرغ منه عام 1226 هـ.
- أجوبة مسائل الشيخ علي بن ملا محمد المشتهر بالعريض، وهي اثنتان وستون مسألة، أكثرها فقهية.
- أجوبة أربع عشرة مسألة، كلها فقهية، فرغ منه في 24 ذو القعدة 1231 هـ.
- أجوبات لمسائل فتح علي شاه:
  - أجوبة عشرة مسائل
  - أجوبة خمس رسائل تسمى الخاقانية، فرغ منه في أوائل شهر رمضان 1223 هـ.
- أجوبة مسائل السيد كاظم الرشتي
- أجوبة مسائل ملا كاظم السمناني، تحتوي على ثلاثة مسائل.
- أجوبة مسائل ملا كاظم بن علي نقي السمناني، وتسمي الرسالة السمنانية وهي خمس مسائل.
- أجوبة مسائل السيد محمد بن أبي الفتوح، وهي عشر مسائل.
- أجوبة ميرزا محمد علي خان بن محمد نبي خان، فرغ منه في 24 شعبان 1234 هـ.
- أجوبة مسائل ملا حسين الأناري أو الكرماني، والرسالة مشتملة على خمس مسائل في أحوال المبدأ والمعاد، فرغ منه في 28 جمادى الأولى 1235 هـ.
- أجوبة مسائل الشيخ محمد حسين النجفي، مشتملة على خمس عشرة مسألة في توضيح ضروريات الدين ومسائل أخرى.
- أجوبة مسائل محمد خان، وهي ثلاث مسائل.
- أجوبة مسائل ملا محمد طاهر القزويني، وتسمي بـالرسالة الطاهرية والقزوينية، تحتوي على ثماني عشرة مسألة، فرغ منه في 18 رجب 1236/
- أجوبة مسائل الشيخ محمد بن الشيخ علي بن عبد الجبار القطيفي، وهي عشر مسائل.
- أجوبة مسائل محمود ميرزا بن السلطان فتح علي شاه، تحتوي على إحدى عشرة مسألة، فرغ منه في 24 رجب 1237.
- أجوبة مسائل الميرزا محمد علي بن السيد محمد المدرس اليزدي، وهي ست مسائل، أجاب الأحسائي عن الأربعة مسائل الأولى منها.
- أجوبة مسائل الشيخ محمد بن مهدي الأبرقوئي، وهي أربع مسائل.
- أجوبات مسائل المولى محمد بن مهدي بن محمد شفيع الأسترأبادي،
  - فرغ منه ليلة 16 ذو القعدة 1229.
  - فرغ منه في أواسط جمادى الثانية 1233
  - فرغ منه في غرة جمادى الأولى 1230
- أجوبة الشيخ محمد مسعود بن الشيخ سعود، وهي تسع مسائل وفرغ منها في 20 شعبان 1221.
- أجوبة النواب محمود ميرزا بن السطان فتح علي شاه.
- أجوبة المسائل المتفرقة.
- أحكام الاستحاضة، فرغ منه في 11 شوال 1213.
- أحكام الكفار، ألفه بطلب محمد علي ميرزا.
- أسرار الصلاة
- أصول الفقه، رسالة ذكرها الفضلي.
- أصول الدين، رسالة فارسية، مخطوطة، لها عدة نسخ في مكتبات إيرانية.
- الإصفهانية، رسالة مشتملة على سبع مسائل وردت من إصفهان، فرغ منها في 30 جمادى الأولى 1223.
- الإعتبارية
- الإيمان والكفر، جواب الشيخ عبد الحسين بن يوسف البحراني، عن أقسام الكفر، وحقيقة الإيمان والكفر.
- البداء
- بسيط الحقيقية كل الأشياء، جواب سؤال محمد الدامغاني، في ثلاثة فصول بصورة قال أقول، فرغ منه ليلة 19 ربيع الأول 1232
- بيان الحق
- تجويد القرآن، أحكام وقواعد التجويد بشكل مختصر، مشتمل على ستة فصول وخاتمة، تضمنت مباحث الإدغام والتنوين والترقيق والتفخيم والمدّ والقصر وهاء الكناية والوقف واللحن، وتمسى العجالة، فرغ منها في 3 جمادى الثانية 1199 .
- التحفة النجفية، في الحدود والتعزيرات.
- تحقيق الجواهر الخمسة عند الحكماء والأربعة عند المتكلمين، وبعض مسائل الفقهية.
- تحقيق معنى الإمكان وأجوبة الإيرادات التي أوردها في هذا المقام، والسائل هو ملا محمد الرشتي.
- تفسير آية إياك نعبد وإياك نستعين، وجواب عن سؤالين في هذه الآية، فرغ منه في 17 ربيع الثاني 1224 وتسمى بـالرسالة الخطابية.
- تفسير آية ثم دنا فتدلى، مختصر، مخطوط.
- تفسير آية والبحر يمده من بعد، وسبع مسائل آخر، كتبه في جواب الشيخ محمد بن عبد علي آل عبد الجبار،
- تفسير جوامع الكلم الإلهية، في الأخلاق.
- تفسير سورة التوحيد، رسالة مبسوطة اشتملت على أسرار كثيرة وعلى جملة من وارداته القلبية.
- تفسير سورة التوحيد وآية النور، ألفه في جواب محمد البكاء، مع مسائل آخر.
- تفسير آية الحمد لله أنزل،
- تفسير فقرات من سورة الدهر، ومسائل أخرى، ألفه في جواب حسين الواعظ الكرماني.
- تفسير آية وأنزل من السماء ماء،
- تفسير أية وما كنت بجانب الغربي، كتبه في جواب محمد علي بن محمد، مخطوط
- تقليد الميت، مخطوط
- تنعم وتألّم أهل الآخرة
- توبلية، أو لوامع الرسائل في أجوبة جوامع المسائل، رسالة في جواب عبد علي بن محمد الخطيب التوبلي، تحتوي على تسع عشرة مسألة، في التوحيد، وعلم الحروف، والجفر، والكيمياء وغيرهما. فرغ منه في 22 شعبان 1211.
- توضيح بعض المشكلات.
- توضيح معني الجسمين والجسدين في شبهة الآكل والمأكول، مختصر.
- توضيحات على الفوائد الإثني عشر، ألفه بطلب مشهد بن حسين علي الشبستري، فرغ منه في 9 شوال 1133 هـ.
- جواب السيد أبي الحسن الجيلاني، في أن الإيمان والكفر إذا كانا ثابتين في اللوح المحفوظ فلأي شيء يكلف الكافر مع أنه لا يؤمن وما يتعلق بتلك المسألة، فرغ منه في 8 جمادى الثانية 1223.
- جواب إيرادات على الأحسائي.
- جواب سؤال بعض السادة.
- جواب الشيخ جعفر الهمداني، عرض فيها السائل عقائده على الأحسائي وطلب منه أن يقرر ما يوافق الحق ويبين وجه عدم صحة ما يخالفه، فعلق عليها الأحسائي، وفرغ من الجواب في 14 جمادى الثانية 1237.
- جواب سؤال أحد العلماء في أحوال عالم البرزخ.
- جواب سؤال آغا ميرزا أحمد.
- جواب سؤال الشيخ أحمد بن صالح التوبلي.
- جواب سؤال إن محمدًا وآل محمد وجود مطلق أو مقيد.
- جواب سؤال عن معنى حرف ألم المقطعة الواردة في القرآن، ومسائل أخرى.
- جواب سؤال عبد علي بن علي القوبلي.
- جواب سؤال السيد عبد النبي.
- جواب المولى علي، في العقائد.
- جواب سؤال علي بن صالح بن يوسف، كتبها في 26 جمادى الأول 1224.
- جواب سؤال عن اعتراض يتعلق بجسم الإنسان.
- جواب سؤال عن قصد الوجه في النية، وكيفية صلاة الليل.
- جواب الشيخ محمد القطيفي.
- جواب ميرزا محمد علي خان، عن كيفية الوجود، فرغ منه 5 شعبان 1240.
- جواب ميرزا محمد علي أيضًا، في العقائد.
- جواب سؤال الشيخ محمد كاظم، هل يجوز للمقلد أن يقلد في مسألة واحدة مجتهدين مختلفين في تلك المسألة أو لا يجوز.
- جواب الشيخ محمد هندجاني.
- جواب مسألتين عن عذاب أهل النار دائم أو نازل، فرغ منه في 9 جمادي الثاني 1223.
- جواب مسألتين، الأولى في قصة موسى والخضر. والثانية في الرجعة، فرغ منها في 20 ربيع الثاني 1214، في البلاد القديم، البحرين.
- جواب السطان فتح علي شاه القاجاري، عن مسأتلين، فرغ منه في كرمانشاه غرة صفر 1234.
- جواب السيد شريف بن جابر.
- جواب سؤال الشيخ عبد الوهاب القزويني، عن كيفية المعاد الجمساني، رسالة مختصرة.
- جواب مسائل المولى حسين الكرماني، في بيان أحوال البرزخ والمعاد.
- جواب الشيخ موسى البحراني، وتسمى بـالموسوية، فرغ منه عام 1206.
- جواب الشيخ يعقوب بن قاسم الشيرواني، في تحقيق مادة المولود الشرعي وصورته، فرغ منه في 8 شعبان 1239 هـ.
- جوامع الكلم، مجلدان يضم رسائل كثيرة ومتنوعة، من مؤلفاته. جمعها تلامذته.
- حاشية على شرح العرشية
- حجية الإجماع، مرتب على مقدمة في تعريف الإجماع، وسبعة فصول في الإجماع الضروري، فرغ منه في 16 رمضان 1215.
- حقيقة الرؤيا وأقسامها، ألفه جوابًا لبعض عن ثلاث مسائل، فرغ منه في يزد 19 صفر 1224.
- حقيقة العقل والروح والنفس بمراتبها، مخطوط.
- الحملية في أحكام التقية، شرح عبارة من فوائد باقر البهبهاني.
- حياة النفس في حضرة القدس، في أصول الدين، مشتملة على مقدمة وخاتمة بينهما خمسة أبواب، وفي كل باب عدّة فصول. له طبعات عديدة منفردة.
- حياة اليقين في أصول الدين، يحتمل أن يكون هو بيعنه كتاب حياة النفس.
- الحيدرية في الفروع الفقهية، كتاب فقهي استدللي جمع فيها أقوال الفقهاء والمسائل المتفرعة عن كل منها، ثم ذكر رأية وما يرحجه في كل مسألة. فرغ منه في 1220.
- خمس خطب، من إنشائة كان يقرأها في المناسبات التي قالها من أجلها.
- خلاصة مختصر الحيدرية، إختصرها ولده بأمره تسهيلًا، فرغ منه 1236 .
- خلود أهل النار والجنة.
- ديوان شعر، وقد يمسى بالإثني عشرية أو نشيد العوالي، وهو مجموعة يضم انثنتي عشرة قصيدة رثى بها الحسين بن علي بن أبي طالب، ومجموع أبياتها 1114 بيت.
- الرجعة، وهو قسم من جواب محمد علي ميرزا عن مسألتي العصمة والرجعة، فرغ منها في 21 ربيع الأول 1231.
- الرسائل، نسخة موجودة في مكتبة كلية الآداب بجامعة طهران.
- رسالة في الجمع بين الأحاديث الدالة على أن أجساد الأنبياء والأوصياء لا تبقى في قبورهم أكثر من ثلاثة أيام، والحديث القائل (الحديث) وقول الأحسائي نفسه إنَّ الأئمة في قبورهم لكن الناس لا يرونهم.
- رسالة في أمراض الأطفال، توجد منها نسخة خطية في المكتبة الوطنية الإيرانية، وموضوع الرسالة المسألة المعروفة الواقعة محلًا للكلام بينهم، وهي أنَّ الأسقال والآلام التي يتعرض لها الأطفال هل هلي ظلم أو خير.
- رسالة في تفضيل نبينا والزهراء والأئمة على سائر الخلق.
- رسالة في السير والسلوك إلى الله تعالى، وطبع مستقلًا عدة طبعات باسماء بديلة قريبة.
- رسالة في الصناعة، في بيان عمل الشعر
- رسالة في اللغة
- رسالتان في جواب بعض المسائل الفقهية، مخطوطتان.
- رسالتان في رد اعتراضات العلماء الواردة عليه، مختصرتان.
- رسالة في تأييد بعض مسائل التأويل
- رسالة الشاه.
- رسالة دُرِّ آفرينِش، في الخلق، توجد منها نسخة خطية في المكتبة الوطنية الإيرانية.
- رسالة في مباني الأصول في خصوص التكليف ودلالة الأمر وأن القضاء بأمر جديد وبيان مشاعر الإنسان.
- رسالة في العلم
- رسالة في العلم الأزلي، وتسمى بـالرسالة الحسنية، كتبها في جواب حسن الخراساني، فرغ منها في 20 رجب 1239.
- رسالة في أن لله علمين حادث وقديم وتحقيق القوم فيهما، مختصرة جدًا.
- رسالة في البسط والتكسير
- رسالة في بيان المعاد الجسماني ومعني الجسمين والجسدين.
- رسالة في بيان معني الملائكة النقالة.
- رسالة في بيان الحقيقة المحمدية، وهل هي من الوجود المقيّد أم لا.
- رسالة في بيان الوجودات الثلاثة الحق والمطلق والمقيد، وذكر مراتبها، فرغ منها في 20 رمضان 1123
- رسالة في الحروف النورانية والظلمانية، وموازين الحروف. مخطوط.
- رسالة في علم كتابة القرآن، مختصرة.
- رسالة في علم النجوم.
- رسالة في العمل بالكتب الأربعة ونفي كونها قطيعة الصدور.
- رسالة في القدر، في معني القدر في أفعال العباد.
- رسالة في الكيمياء، وتسمى الرسالة الحجرية مختصرة.
- الرسالة القطيفية في جواب الشيخ عبد علي بن عبد الجبار القطيفي..
- الرسالة الظاهرية في سهو النبي.
- الزنجية، رسالة في تفسير ليس كمثله شيء، فرغ منها في 15 رجب عام 1212.
- السراجية، الأسئلة من مصطفى الشيرواني، وهي أربع مسائل.
- السطانية، أجوبة فتح علي شاه القاجار، فرغ منه في أوائل رمضان 1223.
- سيرته الشخصية، رسالة مختصرة كتبها في شرح أحواله بطلب ولده محمد تقي.
- شرح أبيات ابن الفيروزي
- شرح الأحاديث فيه شرح لنيف وعشرين حديثًا.
- شرح أشعار علي بن عبد الله بن فارس القطيفي، فرغ منه في ربيع الأول 1207.
- شرح كلمات علي بن عبد الله الفارس في علم الصناعة.
- شرح حديث حدوث الأسماء
- شرح حديث إن الميت يبلى إلا طينته فستبقى مستديرة.
- شرح حديث رأس الجالوت
- شرح حديث علي بن أبي طالب في علة خلق الذّرات، فرغ منه في جمادى الثانية 1206.
- شرح حديث لو لاك لما خلقت الأفلاك، مختصر.
- شرح حديث (الحديث).
- شرح رسالة التوحيد، فرغ منه 25 شوال 1224.
- شرح رسالة العسكري
- شرح رسالة العلم، لأبي الحسن التنكابني.
- شرج الرسالة العلمية، للفيض الكاشاني، فرغ منها في كرمانشاه 8 ربيع الثاني 1230.
- شرح رسالة العلم للهادي السبزواري
- شرح رسالة القدر
- شرح الزيارة الجامعة الكبيرة فرغ منه ليلة 19 ربيع الأول 1230.
- شرح العرشية، في المبدأ والمعاد، لملا صدرا، فرغ من مجلده الأول في المبدأ في 26 ذو الحجة 1234 ومن الثاني في كرمانشاه 27 ربيع الأول 1236.
- شرح الفوائد الحكمية الإثني عشرية، فرع منه في 9 شوال 1233.
- شرح الفائدة الأولى من الفوائد السبعة التي ألحقها برسالة الفوائد
- شرح عبارة علي بن عبد الله الفارس، فرغ منه في 1210.
- شرح عبارات مشكلة لعلي بن عبد الله الفارس، في علم الحروف، فرغ منها في 13 شوال 1208.
- شرح مبحث حكم ذي الرأسين في الفقه.
- شرح مسائل علم الأصول من خاتمة مقدمات كشف الغطاء كتبه بطلب جعفر النجفي
- شرح المشاعر للملا صدرا، في أصول، فرغ منه في 27 صفر 1234.
- شعلة النار
- صراط اليقين في شرح تبصرة المتعلمين، للحلي، في الفقه، ويسمى شرح التبصرة، وهو شرح استدلالي مبسوط في باب الطهارة فقط.
- الصومية، في أحكام الصوم، ألفها في جواب محمد علي ميرزا فرغ منها في 6 رجب 1236.
- العصمة، هو جزء من رسالة في العصمة والرجعة، فرغ منه في 21 ربيع الأول 1231.
- العصمة والرجعة، في أجوبة مسائل محمد علي ميرزا، في عصمة الأنبياء فرغ منه في 21 ربيع الأول 1231.
- فائدة مختصرة في كيفية تعلق علم الله بالمعلومات.
- فائدة في الاستصحاب، مخطوط.
- الفقر، رسالة مختصرة في الفقر والسعادة والشقاوة.
- فوائد جليلة من أمهات المعارف الإلهية.
- الفوائد الحكمية الإثني عشرية، في الحكمة، كتبه لما رجع من أصفهان إلى يزد، فرغ منه 1211.
- الفوائد السبع، التي ألحقها بالفوائد الاثنتي عشرة السابقة، وطبع باسم شرح الفواد.
- الفوائد الثمانية، ثماني فوائد قصيرة.
- الكشكول، في أربع مجلدات، وهو مشتمل على مطالب متفرقة رتبها حسب حروف الهجاء.
- مباحث الألفاظ، رسالة مبسوطة في المباحث اللغوية.
- مجموعة جوابات مسائل تبلغ 66 مسألة، دوّنها ولده محمد تقي.
- مجموعة الرسائل الحكمية تشتمل على 23 رسالة.
- مختصر الحيدرية في الفروع الفقهية، فرغ منها في 8 جمادى الأول 1220، وهي رسالة عملية اختصرها من كتابه الفقهي المسمى بالحيدرية في الفروع الفقهية.
- مختصر في الدعاء.
- المشيَّئة، رسالة فارسية أملاها في بيت أغا زين العابدين يوم 29 ذو الحجة.
- المعالجات بالأدعية والطلسمات، مجموعة من إفادات الأحسائي جمعها ثابت علي ميرزا خان الزنوني،
- المعراج والمعاد
- معرفة النفس
- وسائل الهمم العليا في جواب مسائل الرؤيا
- وصايا النبي لأبي ذر، مخطوط.
- ولادة القائم المنتظر وظهوره، كتبها رمزًا بطلب موسى بن محمد الصائغ عام 1197.